# الزاوية التجانية

الزاوية التجانية

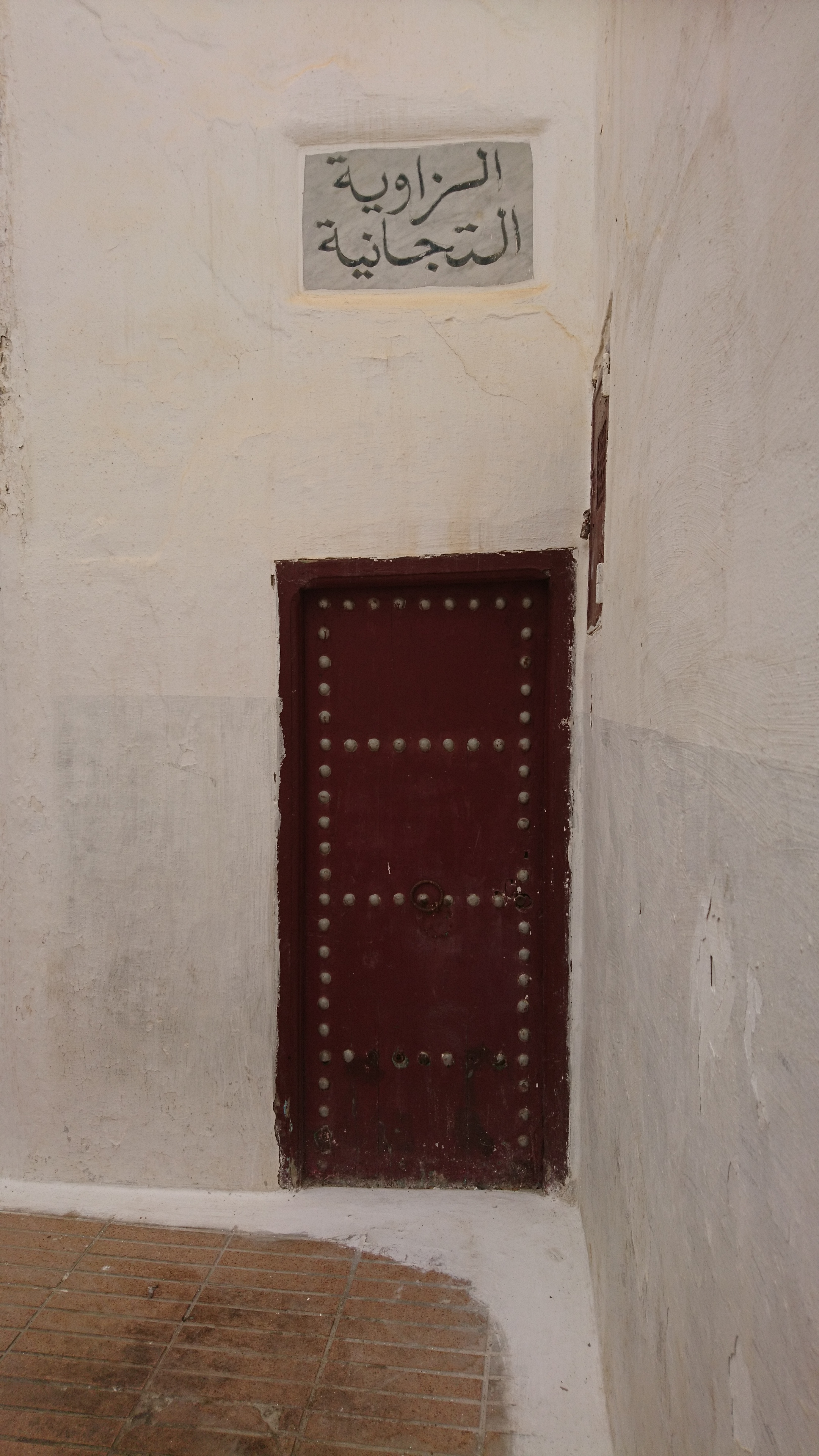
مقر الزاوية التجانية بالمدينة القديمة لسلا في المغرب

التيجانية هي طريقة دينية عقائدية تنتمي إلى الطرق الصوفية ولديها أتباع في القارات الخمس.
وأشهر المناطق التي تحتضن الزاوية التجانية، ولاية الوادي الأولى في العالم ثم ولاية الأغواط في الجزائر، ومدينة فاس في المغرب.
في المغرب:
- سيدي الشريف محمود الكبير التجاني (مرّاكش)، شيخ الطريقة التجانية بالمغرب ونقيب الشرفاء التجانيين بها
- سيدي الشريف الزبير التجاني وعائلته الجليلة من الزاوية المباركة بفاس
- سيدي الشريف البشير التجاني وابنه محمد الطاهر التجاني وكافة عائلته من زاوية الرّباط (أين يدفن سيدي العربي ابن السّائح رضي الله عنه)
في الجزائر :
- الخليفة العام الحالي سيدي الشريف علي الملقب بلعرابي التجاني (عين ماضي)
-الخليفة العام الأسبق سيدي الشريف الحاج محمد التجاني ونجله سيدي محمد الحبيب التجاني (عين ماضي)، الخليفة العام الراحل سيدي الشريف عبد الجبّار التجاني بعين ماضي
- شيخ مدينة أبي سمغون المحدث سيدي محمد بن رمضان
في السّنغال : سيدي الشريف عبد المطلب التجاني بداكار
- في تماسين زاوية سيدي الاحاج علي التماسيني
- في تونس زاوية سيدي إبراهيم الرياحي
المنهج